# 亞爾達細小地區列表
在英國作家托爾金的中土大陸裡包含了許多地區，以下列出一些位於阿爾達「太陽系」的地區，以漢語拼音順序排列。

## A
奧瑪倫島大湖裡的一個島嶼，是維拉在亞爾達中央的家，兩盞巨燈的光在這裡混合。奧瑪倫島受到米爾寇的攻擊而毀壞，維拉遂遷往維林諾。根據一些傳說，伊瑞西亞島和奧瑪倫島是同一個島嶼。
阿拉曼阿門洲北部狹窄的沿岸地區，於佩羅瑞山脈以外。這地區為丘陵地帶，荒涼而寒冷。阿拉曼以北是西爾卡瑞西海峽，西爾卡瑞西海峽與貝爾蘭相連。米爾寇及諾多族在被流放後都遁此路前往中土大陸。
艾佛隆尼伊瑞西亞島東部城市，精靈的海港。這是帖勒瑞族精靈在這裡曾停留過一段時間時建立的，又或者是在憤怒之戰後，精靈返回中土大陸途中所建立的。無論如何，這裡成為了一些不願意居住在維林諾的諾多族及辛達族精靈的主要居所。
這城市在人類眼中是一塊樂土，在晴朗的時候，從努曼諾爾的米涅爾塔瑪可以遠晀到艾佛隆尼的塔樓。努曼諾爾陸沉後，這裡成為那些取筆直航道而來的船隻的港口。有說愛洛斯提理安真知晶球的主晶球放置在艾佛隆尼。
托爾金似乎是從亞瑟王傳說裡的阿瓦隆（Avalon）得到艾佛隆尼的靈感。
阿維塔位於艾爾達瑪灣以南、佩羅瑞山脈及貝烈蓋爾海之間的狹長地帶，在昂哥立安與魔苟斯前往中土大陸之前，這裡是昂哥立安的居所。
阿維塔的地理比阿拉曼更加狹窄，阿維塔是一片黑暗之地，那裡「有著全世界最深最厚的黑影」，這正是取名為阿維塔的原因，阿維塔在古老的昆雅語裡解作「黑暗」。

## B
艾爾達瑪灣阿門洲最大的海灣，以阿門洲東部的艾爾達瑪命名，在昆雅語裡，艾爾達瑪解作「精靈的家園」。諾多族及凡雅族來到這裡後，他們就住在這個海灣。後來帖勒瑞族精靈也來了，歐希懇求烏歐牟將伊瑞西亞島停泊在艾爾達瑪灣，烏歐牟答應了。諾多族精靈很想拜訪他們的同類，曼威便使歐希教曉帖勒瑞族精靈造船的技術。

## C
庫維因恩精靈甦醒之地。庫維因恩解作「甦醒的海域」，這是因為庫維因恩位於中土大陸遠東赫爾卡內海在海灣處。精靈甦醒發生的遠古時代，庫維因恩在雙樹紀遭到破壞而消失（可能是由自然力量造成）。
精靈在離開庫維因恩的時候便發生首次精靈分裂，亞維瑞精靈決定留在中土，其他精靈則起程前往維林諾。不知道亞維瑞精靈逗留在庫維因恩多久，但是可以肯定的是，赫爾卡內海在憤怒之戰後經已消失。

## D
黑暗大陸中土大陸以南一片神秘的大陸，沒有精靈和矮人居住，一些原始人類可能曾經在這裡生活。努曼諾爾人喜歡到黑暗大陸探險，不知道他們有沒有在黑暗大陸建立聚居地。
黑夜之門世界極西處的門戶，魔苟斯在憤怒之戰失敗後被拋出這道門。這道門的來歷不明，有傳這是維拉所造的，是太陽的通道，太陽從極東的清晨之門升起。另一些說法則指這是特意為驅逐魔苟斯而設的。黑夜之門由埃蘭迪爾駕著掛上精靈寶鑽的飛船威基洛特把守。

## F
佛密諾斯位於維林諾以北，是費諾及其子的要塞，建於費諾在提理安被驅逐後。大量諾多族精靈跟著費諾流亡，包括他們的君王芬威。
費諾的寶庫亦位於佛密諾斯，他將精靈寶鑽藏在寶庫內。這裡亦是魔苟斯殺死芬威的地方。佛密諾斯是一座巨大的城堡和兵工廠。這是少數在維林諾藏有軍備的地方。

## G
清晨之門根據一些托爾金作品的早期著作，清晨之門是位於阿爾達極東境的門戶。太陽行經太虛，在每個早上從清晨之門升起。這概念在後來大概被放棄了，但仍可見於《精靈寶鑽》一書裡。

## H
西爾卡瑞西海峽又稱為堅冰海峽，是位於阿門洲及中土大陸之間永久結冰的荒地。冰地似乎已被打破，變成覆蓋貝烈蓋爾海北部的流冰。
自雙聖樹被破壞後，魔苟斯和昂哥立安是首批能夠成功渡過西爾卡瑞西海峽的生物，後來的芬國昐及其子民也渡過了。特剛的妻子埃蘭薇死於此地。因憤怒之戰所造成的破壞，貝爾蘭陸沉，西爾卡瑞西海峽遂不復存在。
希爾多瑞恩人類甦醒之地，希爾多瑞恩意指「追隨者之地」，希爾多（追隨者）是精靈給予人類的名稱。有言希爾多瑞恩位於中土大陸的遠東。
根據一些伊甸人的傳說，魔苟斯曾到訪希爾多瑞恩，將人類從伊露維塔一方策反，人類遂受到神明的懲罰，成為須面對死亡的生物。除了是一項懲罰，這也是伊露維塔給予人類的一個特徵。為了逃離魔苟斯的魔掌，人類之父是首批逃離希爾多瑞恩的人類，終抵達貝爾蘭。

## I
伊爾瑪林（Ilmarin）佩羅瑞山脈泰尼魁提爾山頂峰的殿堂，曼威及瓦爾妲在這裡觀察著阿爾達。

## L
魯曼諾爾中土大陸以東的虛無大陸，太陽的晨光首先在這裡出現。除了一道與佩羅瑞山脈相連、被稱為「太陽之牆」的山脈外，有關這片大陸的地理不詳，太陽之牆的最高峰是奇羅米，奇羅米與西方的泰尼魁提爾山相對應。太陽進入阿爾達的清晨之門也位於魯曼諾爾。
據《中土的形成》一書所述，魯曼諾爾又稱為「太陽的黑暗大陸」。努曼諾爾人可能曾經到訪。在一些地圖裡，魯曼諾爾的地形很像美洲，洛磯山脈及安地斯山脈則成為了太陽之牆，托爾金對此並沒有表示。

## M
判決圈維拉舉行會議的地點，位於維利瑪西門外。

## P
佩羅瑞山脈阿門洲的山脈，將艾爾達瑪、阿拉曼及阿維塔從維林諾隔開。最高峰是泰尼魁提爾山，曼威的居所亦位於泰尼魁提爾山，而曼督斯的居所似乎位於佩羅瑞山脈的北面山麓。

## S
赫爾卡內海第一紀元時期的巨大內陸湖。在阿爾達形成的初期，維拉創造了兩盞巨燈。魔苟斯破壞了兩盞巨燈，北面的一盞形成了赫爾卡內海。
赫爾卡內海的一個海灣庫維因恩是精靈甦醒的位置。在大遠行期間，精靈穿越赫爾卡內海的北面，通過大荒原前往貝爾蘭。第一紀元末憤怒之戰以後，地形發生重大的改變，赫爾卡內海的海水經大海灣流出，赫爾卡內海遂乾涸消失。
克里斯托夫·托爾金及一些人懷疑盧恩內海可能「就是赫爾卡內海」（《珠寶之戰》，第174頁）。在《中土世界地圖集》，凱倫·韋恩·方斯坦推測魔多、侃德及盧恩是赫爾卡內海的遺址，而盧恩內海及諾南內海是赫爾卡內海殘存的部分。《中土世界的人民》有資料顯示，盧恩內海在第一紀元時已經存在，但沒有迹象顯示盧恩內海是或不是赫爾卡內海。
筆直航道突破地球彎曲的通道，穿越宇宙抵達阿門洲。當地球還是平面的時候，筆直航道橫越貝烈蓋爾海。筆直航道只開放給精靈使用，在維拉的恩典下，精靈可乘船經筆直航道抵達阿門洲。

## T
泰尼魁提爾山佩羅瑞山脈的最高山峰，伊爾瑪林宮殿的所在地。泰尼魁提爾山的意思是「高大、白色的山峰」。居在的這裡的凡雅族精靈稱之為奧伊奧羅西（Oiolossë）。

## U
烏塔莫也稱為烏頓，是魔苟斯在中土大陸極北的要塞。魔多東北部的一個峽谷也名為烏頓。魔苟斯在重返阿爾達後便著手興建烏塔莫。烏塔莫位於英格林山脈，兩盞巨燈的光芒在這裡很黯淡。

## W
黑夜之牆古時包圍阿爾達的牆壁，在東面和西面，外環海較廣闊，黑夜之牆遠離陸地，而南北兩面較狹窄。魔苟斯便越過了北面的黑夜之牆，來到阿爾達的北部。